# Groland
Pour les articles homonymes, voir GRD.
Le Groland (GRD) ou la Présipauté du Groland est un pays fictif dans un certain nombre d'émissions qui ont commencé à être diffusées en 1992 sur la chaîne de télévision française Canal+. Initialement conçu par Benoît Delépine et Christophe Salengro, le Groland est d'abord apparu dans des rubriques de divers programmes présentés par Jules-Édouard Moustic (Les Nouvelles dans Ce soir avec les Nouveaux, puis successivement Les Nouvelles Neuves, CANAL International et Le 20H20 dans Nulle part ailleurs) avant de tenir la vedette d'une série d'émissions (successivement Groland Sat, 7 jours au Groland, Bienvenue au Groland, Groland Magzine, Groland.con, Made in Groland, Groland Le Zapoï et, depuis septembre 2024, Viendez au Groland)

## Description

### Présentation
Le Groland, au travers des émissions de télévision où il est représenté, parodie l'actualité française et internationale. Les institutions de ce pays imaginaire — qui a la particularité d'avoir une frontière commune avec dix-neuf pays et deux villes françaises — évoquent celles des principautés de Monaco et d'Andorre.
Christian Borde, alias Jules-Édouard Moustic, qui a débuté comme animateur à Radio Andorre puis travaillé dix ans à Radio Monte-Carlo, s'est inspiré de son vécu dans ces deux pays pour imaginer le fonctionnement d'un petit État européen, qui « aurait la prétention de faire une chaîne internationale dont il ne maîtrise pas l'ensemble des paramètres » et dont le présentateur « serait un peu comme Michel Droit, un journaliste mis en place par notre président ». Quant au personnage du président du Groland, il a été imaginé par l'auteur Benoît Delépine comme un « Mitterrand » qui ferait « des conneries ».
Les émissions tournent autour du journal télévisé animé par Moustic, présentateur au comportement obséquieux et hypocrite. Différents personnages interviennent régulièrement, comme les « journalistes » Mickael Kael (Benoît Delépine), un correspondant international calamiteux, Francis Kuntz, un reporter odieux et fascisant, ou Gustave de Kervern, un correspondant local alcoolique.
Plus qu'Andorre et Monaco, l'univers général du Groland évoque les régions situées dans le Nord de la France (les départements du Nord, des Ardennes, la région Picardie) et la Belgique, dans une ambiance parfois proche de l'autre univers parodique de Canal+ que sont les Deschiens. En même temps qu'une réminiscence des expériences de Moustic à Monaco et Andorre, Groland se veut en effet une métaphore de la France.

### Création et développement
En 1989 Benoît Delépine et Christophe Salengro imaginent le concept d'une émission avec un pays fictif, Salengroland, dont Christophe Salengro serait le président. Le nom a ensuite été réduit à Groland. Ils créent un pilote qui est refusé par toutes les chaînes de télévision auxquelles il est présenté. Toutefois Alain De Greef de Canal+ est intéressé mais pense que le public n'est pas prêt. En 1992 Alain De Greef rappelle Benoît Delépine et Christophe Salengro pour faire un faux journal télévisé présenté par Jules-Édouard Moustic dans l'émission Ce soir avec les Nouveaux,,. L'esprit subversif et irrévérencieux de l'émission est ouvertement issu de l'esprit punk, dans la droite ligne notamment de la revue Hara-Kiri dont plusieurs membres de l'équipe sont issus (notamment Salengro).
Le 24 novembre 2012, l'émission fête son vingtième anniversaire avec un documentaire de vingt minutes intitulé Made in Groland,.
Le 14 avril 2018, l'émission fête son vingt-cinquième anniversaire avec la diffusion d'un documentaire présenté par Pierre Bellemare, le Top 25 GRD.

## Émissions

### Deseptembre 1992àjuin 1993-Les Nouvelles
Il s'agit de la première formule dans laquelle apparaît le Groland. Le journal est présenté par Jules-Édouard Moustic. Le seul reporter est Mickael Kael. Des extraits de cette période sont compilés dans le DVD Groland, 15 ans d'âge… bête.

### Deseptembre 1993àjuin 1994-Les Nouvelles Neuves
Les Nouvelles Neuves est la 2e formule créée par l'équipe de Groland. Elle est similaire aux Nouvelles faites l'année précédente. Toutefois, l'habillage est celui de CANAL International qui viendra l'année suivante et qui s'inspire de celui de la chaîne CNN. Elle est diffusée sur Canal+ de septembre 1993 à juin 1994 dans Nulle part ailleurs.
Ce journal est présenté par Jules-Édouard Moustic. Le seul reporter est Mickael Kael. Des extraits se trouvent sur le DVD Groland, 15 ans d'âge… bête.

### Deseptembre 1994àjuin 1999-CANAL International
CANAL International est la 3e formule créée par l'équipe de Groland. Elle est, à l'origine, une parodie des chaînes d'information (en particulier CNN, écrite et prononcée de façon similaire).
Ce journal est présenté par Jules-Édouard Moustic. Les reporters sont Vincent Marronnier, Mickael Kael et Francis Kuntz ; Gustave de Kervern n'étant pas encore arrivé dans la bande.
Le slogan, prononcé avec un fort accent anglais "nord-américain", change quasiment à chaque nouvelle édition. Il y a, par exemple : « Avec le sang du monde, on fait du boudin d'information ! », ou encore : « Vous avez la chair de poule aux fesses ? C'est normal, vous regardez CNNL International », suivi du générique : « Ça est [sic] les nouvelles neuves du monde avec Jules-Édouard Moustic depuis le CNNL International Center ! ».
Chaque édition est ouverte par Moustic de la façon suivante : « L'information c'est vous qui la vivez, c'est nous qui en vivons », généralement suivi par un « l'actualité ça est [sic]… ».
Elle est diffusée sur Canal+, pendant cinq ans, de septembre 1994 à juillet 1999 dans Nulle part ailleurs, le mercredi et le vendredi. Sa durée moyenne est de 5 min.
Toutefois, l'habillage de CANAL International est déjà présent dans Les Nouvelles Neuves, durant la saison 1993-1994. Il s'agit, avec Sept jours au Groland, de l'une des émissions ayant pour cadre le pays fictif du Groland ayant duré le plus longtemps.
Des extraits sont trouvables dans les cassettes qui sont consacrées à cette période : Le Journal de Moustic et CANAL International ainsi que dans le DVD best-of : Groland, 15 ans d'âge… bête.

### Deseptembre 1999àjuin 2001-Le 20 h 20
Le 20 h 20 est la 4e formule créée par l'équipe de Groland. Le générique de l'émission imite celui du journal télévisé de France 3 de l'époque (le 19/20 existe toujours, mais son générique a changé depuis).
Ce journal est présenté par Jules-Edouard Moustic. Les reporters sont Mickael Kael, Francis Kuntz et Gustave de Kervern.
Le slogan est : « Du vin, du hasch et du vin, c'est le 20 h 20 ! »
Elle est diffusée, pendant 2 ans, sur Canal+ de septembre 1999 à juin 2001 dans Nulle part ailleurs, tous les jours. Sa durée moyenne était de 4 min.
Des extraits sont trouvables dans le DVD consacré à cette période : "20H20" ainsi que dans le DVD best-of : "Groland, 15 ans d'Âge bête"

### Deseptembre 2001àjuin 2002-Groland Sat

Groland Sat est une émission de télévision cinquième opus de la série Groland diffusée par Canal+ et présentée par Jules-Edouard Moustic, sous la forme d'un faux zapping sur le bouquet satellite éponyme du Groland. Sa diffusion sera plus confidentielle car l'émission perd sa diffusion en clair à 20h30, dès le 4 février 2002 au profit du docu-réalité Cours Florent produit par Jean-Luc Delarue,,.

### Deseptembre 2002àjuin 2007-7 jours au Groland

7 jours au Groland est une émission satirique diffusée en clair sur Canal+ et en Belgique sur Be 1, le samedi de 20 h 25 à 20 h 50, présentée par Jules-Édouard Moustic (Christian Borde), sous la forme du journal télévisé de la Présipauté de Groland (pays de fiction parodiant la France).
Il s'agit, avec CANAL International, de l'émission du Groland ayant duré le plus longtemps : cinq ans (2002-2007).
Le générique de l'émission est une reprise du morceau des Sex Pistols God Save The Queen.

### Deseptembre 2007àjuin 2008-Bienvenue au Groland

Bienvenue au Groland est l'émission de l'équipe de Jules Edouard Moustic. Elle est diffusée sur Canal+ de façon hebdomadaire durant la saison 2007/2008.
Le décor du plateau adopte un ton kitsch. Le générique est une parodie de celui d'Aujourd'hui Madame.

### Deseptembre 2008àjuin 2010-Groland Magzine

Groland Magzine est l'émission de l'équipe de Jules Edouard Moustic. Elle est diffusée sur Canal+ et sur Be 1 (en Belgique et au Luxembourg) de façon hebdomadaire, le samedi à 20 h 25. Cette émission est un changement par rapport aux autres puisque Moustic n'est plus derrière son bureau mais « mobile. » Il s'agit d'une sorte de magazine avec le Grand Dossier de la Semaine. Le générique est composé par le groupe marseillais IAM.
Le slogan rhétorique de fin est Banzaï!.

### Deseptembre 2010àjuin 2012-Groland.con

Groland.con était l'émission de l'équipe de Jules-Édouard Moustic, qui remplaça Groland Magzine, de septembre 2010 à juin 2012, de façon hebdomadaire. La musique du générique et des jingles est composé par Laurent Garnier.

### Deseptembre 2012àjuin 2016-Made in Groland

Made in Groland est l'émission de l'équipe de Jules-Édouard Moustic qui succède à Groland.con, de septembre 2012 à juin 2016, de façon hebdomadaire. Elle est diffusée chaque samedi à 20 h 30 sur Canal+. En Belgique et au Luxembourg, l'émission est diffusée sur Be 1.
À la rentrée 2014, l'émission se déroule dans un nouveau décor et accueille une nouvelle animatrice-reportrice, Chiara de Daddy (joué par Camille Bardery). De septembre à décembre, elle est présente sur le plateau, n'annonçant que les panneaux des rubriques ainsi que la publicité ; le reste du temps, elle ne fait rien. Depuis 2015, elle est reportrice de l'émission et le seul membre de l'équipe à venir sur le plateau pour parler du ressenti de ses reportages.
Le générique est un remix de l'hymne national de l'URSS.

### Deseptembre 2016àjuin 2024-Groland Le Zapoï
En septembre 2016, l'équipe de Jules-Édouard Moustic change la formule de l'émission qui devient Groland Le Zapoï. Son titre fait à la fois référence au zapoï, un phénomène de société russe qui consiste à consommer de l'alcool jusqu'à tomber par terre, et à la forme de zapping sous laquelle elle se présente. L'émission est une reprise de la formule Groland sat de septembre 2001 à juin 2002. Le programme est toujours diffusé de façon hebdomadaire chaque samedi à 20 h 30 sur Canal+, ainsi que sur Be 1 en Belgique et au Luxembourg. C'est sur cette formule que Moustic quitte la bande du Groland, lors de la rentrée 2018.
À partir du 7 septembre 2020, Groland Le Zapoï quitte sa case traditionnelle du samedi soir, l'émission passant en quotidienne. Le Zapoi est désormais diffusé du lundi au jeudi à 20 h 50, sous un format réduit à 8 minutes. Un best-of de 30 minutes est diffusé tous les vendredis à 20 h 30. L'humoriste Doully fait son apparition en tant que présentatrice de certaines séquences, dont des parodies de publicités – par exemple "Clopette, la poupée qui fume" – auxquelles elle prête sa voix.
La trentième saison de Groland sur Canal+ débute le 5 septembre 2021, toujours sur le format Groland Le Zapoï, et retrouve pour l'occasion une programmation hebdomadaire, sur la case du dimanche à 12h45. Elle remplace donc l'émission Clique de Mouloud Achour.

### Depuis septembre 2024 -Viendez au Groland!
Dès le 29 septembre 2024, Groland le Zapoï change de nom et devient Viendez au Groland !. Il ne s'agit que d'un changement de nom, puisque le principe demeure le même que pour le Zapoï, l'emission conservant le même générique et le même thème musical.

## Univers
(mars 2025).

### Histoire
Des ossements de majorettes, datant du Crétacé inférieur, sont découverts sur les terres du Groland.
D'abord duché dépourvu de nom, le Groland est peuplé par des barbares hirsutes et païens. Le pays s'affranchit de la domination des « austro-boches » en l'an 1695.
Le nom Groland apparaît officiellement en 1707, après une fête traditionnelle appelée « la Beuverie ». C'est au cours de cette fête que le Duc Platisphile Ier de Salengro hurle, sur son trône, à minuit : « Euj fait qu'est-ce que je voul, car céans c'est Salengroland ! ». L'assistance ayant mal entendu les paroles du Duc ivre mort, en déduit alors qu'il avait nommé son duché « Groland », et elle chante aussitôt, à l'unisson : « Vive Groland !!! ».
Sous le règne de Christophe XXVII, dit « le Bouffeur de Curés », l'État grolandais met en place un athéisme total obligatoire.
Envahie par la France, la province acquiert son indépendance en 1858, après le refus de Napoléon III de subventionner plus longtemps un pays inculte et sans aucune valeur stratégique.
Grâce à l'influence de Jean-Édouard Trouabal, conseiller du président Patimbert II de Salengro, le Groland met en place son régime de « Présipauté », sa constitution ainsi que son système de suffrage uni-personnel, lors d'une nuit de beuverie, du 13 au 14 juillet 1889, dans le château grovillois du Duc. C'est ainsi que la fête nationale grolandaise naît, par une remarquable coïncidence, le 14 juillet.
La Présipauté de Groland se fédère autour de valeurs communes, symbolisées par sa devise, la suppression des églises et de l'État, ainsi que par ses trois grands principes : « Joie, hospitalité, lâcheté ».
À la mort de Nathanaël IV, président de 1909 à 1942, la petite autocratie change de doctrine. Sous l'égide de Gunthar I, sympathisant hitlérien, le pays devient « serpillère », d'après le mot du général de Gaulle. Il ouvre alors ses bras à l'envahisseur nazi, qui y trouve plusieurs avantages. Les Juifs et Tziganes, cachés dans les campagnes, subissent un sort funeste, dès la mise en place en avril 1943 des décrets racistes de l'évanescent « Ministère des Problèmes eud'Rastaquouères ».
À l'arrivée des Alliés, en 1944, les oriflammes nazis et les décrets inhumains sont brûlés. Les Américains sont accueillis à bras ouverts et, le 10 février 1944, Gunthar I finit éventré, écartelé, désossé et brûlé. Lui succède alors Mamie Quéquette.

Drapeau du Groland, étant une parodie du drapeau français avec l'amphore, le principal symbole de la présipauté.

Après le décès de Mamie Quéquette, en 1992, Christophe Salengro devient président. On change la musique de l'hymne national, la télévision par satellite fait son apparition avec comme chaîne phare CANAL International (prononcé C-ANAL). Le président Salengro doit cependant faire face à la mondialisation, au chômage, etc.
En janvier 2013, le pays est secoué par des émeutes menées par les « Fermentalistes ». À l'origine de cette vague de contestations, un décret du président qui instaure une taxe sur le vin, au même titre que les autres alcools. Immédiatement après la parution de ce décret, les Frères Pinardier et leurs partisans les Fermentalistes tirent sur la police. Les slogans des grolandais sont explicites : « Le vin c'est bon pour la santé ! », « Le vin c'est notre culture » ou encore « Le vin c'est pas de l'alcool ! ». Finalement, après de violents heurts entre manifestants et forces de l'ordre, le président Christophe Salengro décide d'annuler le décret.
Le président Salengro décède le 30 mars 2018. Il devient ainsi le Dieu unique et obligatoire de la présipauté. Une autre biographie indique qu'il s'est dématérialisé. Le samedi 31 mars, lors du Zapoï habituel, a lieu un hommage national au président. Depuis sa mort, la Présipauté est présidée par Emmanuel Micron (allusion à Emmanuel Macron) et aura comme premier ministre François Déroute (allusion à François Bayrou).

### Présidence et administration

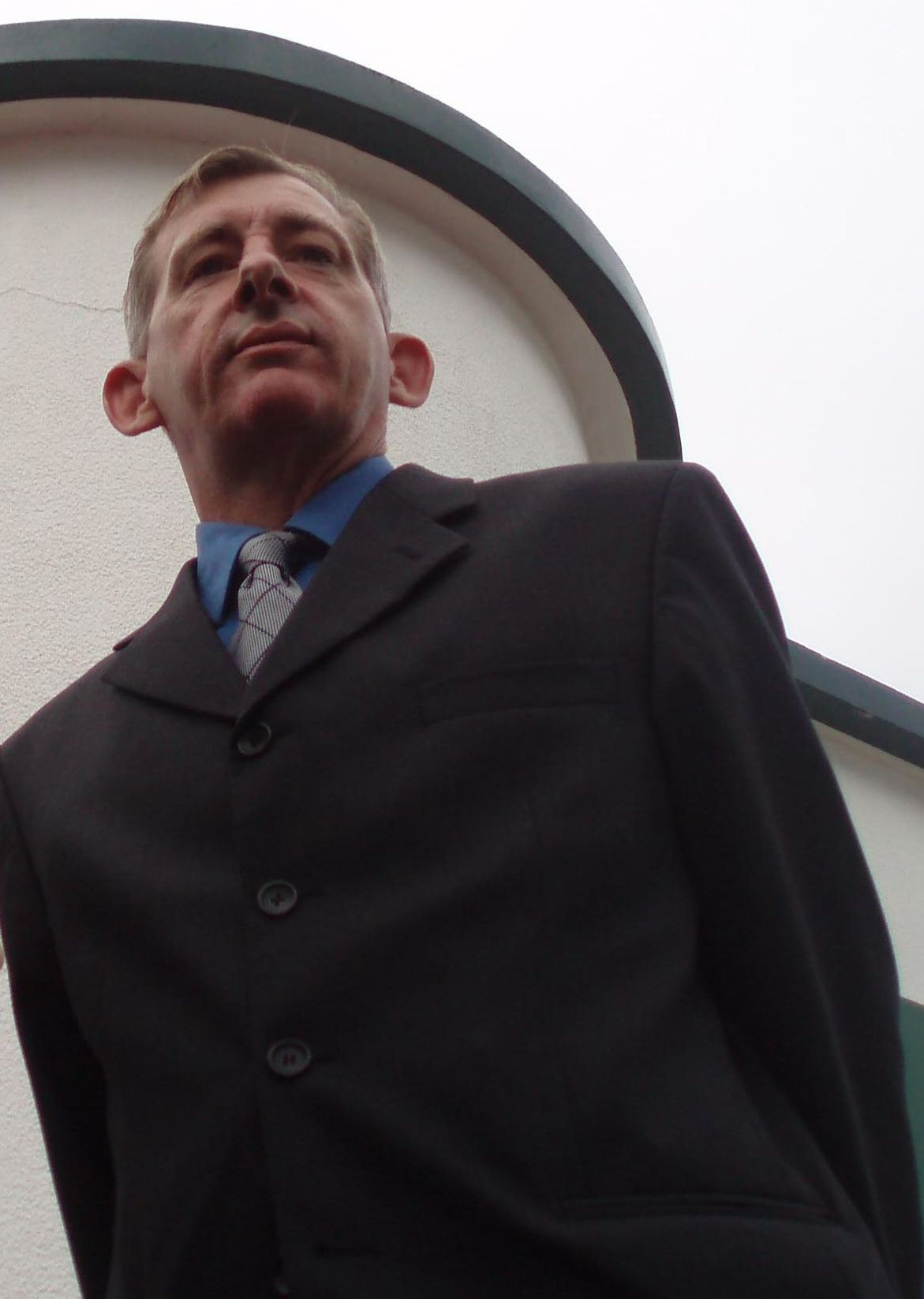
Christophe Salengro, l'interprète du Président-maire autoproclamé du Groland, une parodie du président de la République française.

Le président du Groland, interprété par Christophe Salengro, est une caricature du président de la République française évoquant Charles de Gaulle.
Le Groland est francophone ; cependant, le côté parodique se fait ressentir avec des slogans tels que « Viendez au Groland ! » ou la devise grolandaise : « Groland, je mourrirai pour toi ! » (visible, entre autres, sur le pupitre de discours du Président).
L'organisation politique est la même que celle de la France, à l'exception de quelques ministères fictifs. Le Groland possède notamment son propre drapeau, ses propres plaques d'immatriculation, passeports, cartes d'identité, et noms de villes (Groville, Mufflins…). Luc Weissmüller interprète l'huissier qui accompagne en permanence le Président Salengro.

### Villes
|                         | Groland du Haut   |                             |
| Groland de Côté (Ouest) | Groland du Milieu | Groland de l'Aut'Côté (Est) |
|                         | Groland du Bas    | Côte Carte Bleue            |

Groland et sa capitale "Groville" situé au centre du monde.

Le Groland est divisé en six régions : le Groland du Haut (Nord), le Groland de Côté (Ouest), le Groland du Bas (Sud), le Groland de l'Aut'Côté (Est), le Groland du Milieu et la Côte Carte Bleue (Sud-Est). À ces régions s'ajoute un territoire d'outre mer : les isles Coufoué. Les villes principales du Groland sont Groville et Mufflins. Cependant, d'autres villes sont aperçues dans le générique introduisant Le 20H20.

### Culture et sport
En 2001, La télévision par satellite (le Groland Sat) fait son apparition sous le gouvernement de Christophe Salengro. Parmi les chaînes les plus connues de ce bouquet, nous pouvons notamment citer Gro 1, Gro 2, Gro 3, CANAL Régional, le  Groupe Grosport Avec notammentGrosport 1 et Grosport 2 TVHIé, etc.
Plus récemment[Quand ?], la TNT s'est développée au Groland apportant au téléspectateur grolandais assoiffé de savoir des chaînes contenant des programmes de haute volée comme WC9 ou encore Chierie 25.
De nombreuses séries télévisées existent au Groland. Certaines peinent à s'exporter. La série Tintin n'a dans un premier temps pas su trouver son public parmi les plus jeunes, au même titre que le film de Steven Spielberg. L'histoire est donc modifiée afin de mieux coller aux valeurs actuelles de la société urbaine grolandaise. Le Groland se développe en un véritable style hollywoodien afin de concurrencer les films américains. Parmi les films s'étant correctement vendus tant au Groland qu'à l'étranger, on peut citer par exemple Ardennes. En 2013 sort The Expensivables, un blockbuster parodiant le film The Expendables, truffé de scènes d'actions haletantes et qui aborde l'épineuse question des retraites dans les pays de l'OCDE. Le film enregistre un succès notable au gro-orifice (le box-office grolandais) avec 12 millions d'entrées.
Du côté magazines, visibles à chaque revue de presse grolandaise (dans le Groland Magzine) : Au docteur (société des éditions scientifiques et culturelles Grolandaises), Ciné Gro Mag', Cougars magazine, Groville Match, Le Courrier de Jésus (magazine catholique), Les Échus (le magazine de l'économie), Le Figagro, Le Rapide, Le Grolandais, Le Grovillois, Le Journal du Gromanche, Le Muscle (le quotidien du sport), Soir Matin, Joseph Menguele Science Journal, Voili, Pourri Match, L'Équipre, Le Lizier International, Labération et Rue69.
Le principal sport pratiqué à Groland est la « Branlette Nature[réf. souhaitée] ».

### Ordre des arts et des litres
La médaille des arts et des litres est la plus haute décoration honorifique grolandaise. À l'instar de l'ordre des arts et des lettres, elle récompense des personnalités artistiques et des journalistes.
Les médaillés sont :
- Pierre Lescure[réf. souhaitée], journaliste sur France 5 ;
- Antoine de Caunes[22], journaliste sur France Inter ;
- François Artigas[23], journaliste sport sur Télécâble Sat Hebdo ;
- Sonia Devillers[24], journaliste sur France Inter ;
- Jean-Mathieu Pernin[25], journaliste sur France Info.

## Festivals et soirées notables

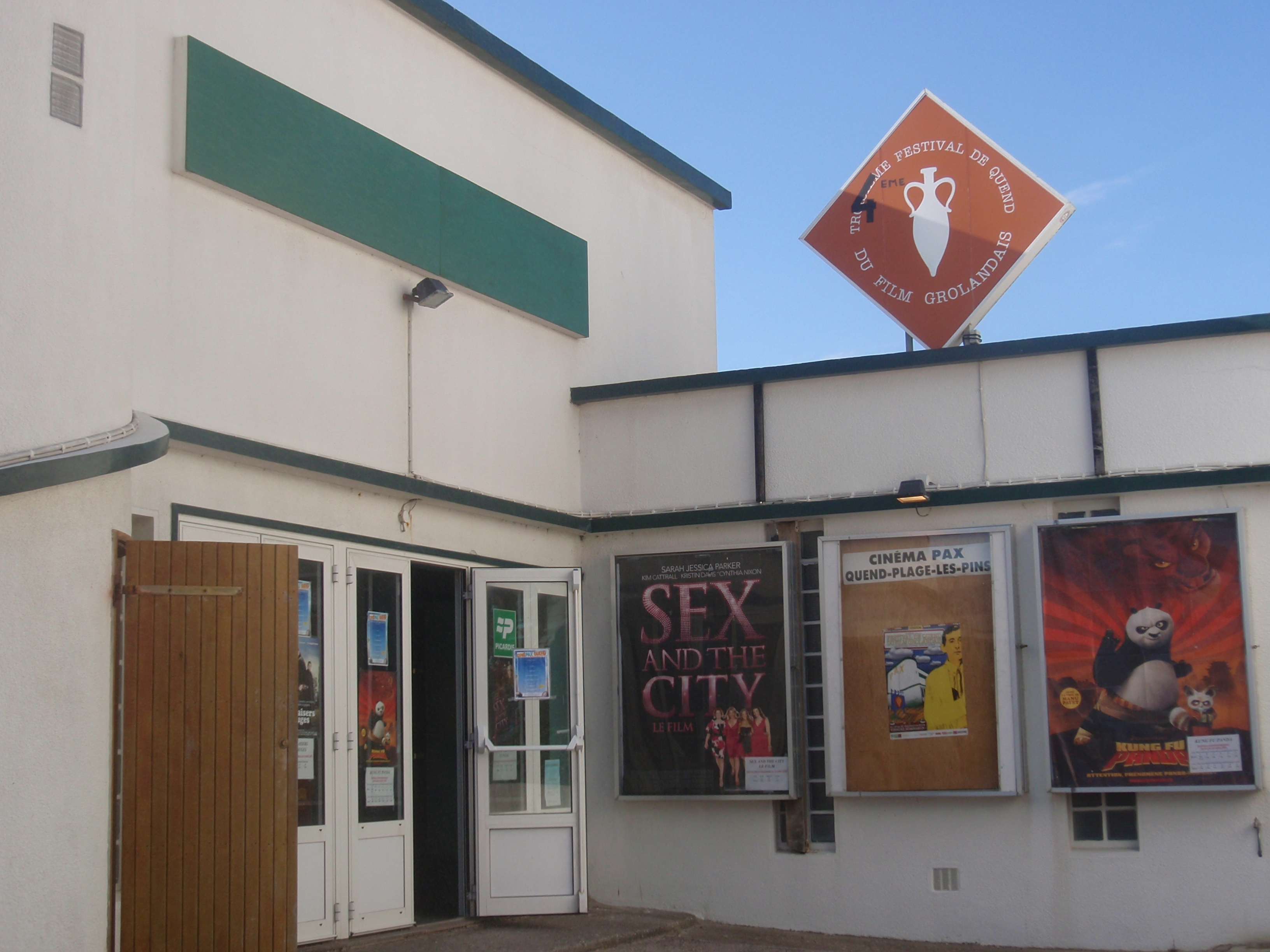
Cinéma de Quend-Plage.

Groland est le thème ou sujet de nombreux festivals, soirées et événements organisés dans toute la France.
Une parodie du Festival de Cannes, le Festival de Quend, est organisée depuis 2005 ; il s'agit d'un festival cinématographique organisé par l'équipe de Groland, en partenariat avec l'association Ciné Pax.
Depuis 2007, à Caen, le GroLUX, un festival que le Cinéma LUX organise avec Groland.
Les « Houches 2010 » se déroulent dans le cadre de l'événement « Grolleandski » du 26 au 28 mars 2010.
Depuis 2011, le « Festival de la Satire », Satiradax, reçoit la délégation grolandaise avec notamment le président Salengro, Carlota Bruno, Michael Kael (Benoît Delépine), Gustave Kervern, Franki Ki, Miss Ming, et Nathalie Monnet. Ce festival, organisé par l'association Satirailleurs et la ville de Dax, compte une centaine d'invités et plus de 10 000 festivaliers sur quatre jours.
L'exposition « Gromiam » se déroule du 3 juin au 11 novembre 2012, au Musée international des Arts modestes à Sète, dans l'Hérault et différentes autres activités sont organisées dans la ville autour des 20 ans de Groland.
Le premier Festival international du film grolandais de Toulouse, le Fifigrot, se déroule du 17 au 23 septembre 2012. Il fait suite au festival de Quend, arrêté en 2009 et est organisé par l'association « À Côté », en partenariat avec Canal+. À l'occasion des 20 ans de Groland, les festivaliers participent à un défilé d'anniversaire dans les rues de Toulouse, en présence du Président Salengro dans son Bed Force One, accompagné de son cortège de 10 majorettes avec du poil au pattes, faisant office de repoussoir et de service d'ordre, sans compter les vingt vierges (10 filles et 10 garçons). Selon un rituel déjà bien établi depuis la création du Festival de Quend, la musique est présente. Des groupes locaux tels que, Merci Tarzan et Keupons des Bois, accompagné de Gustave de Kervern, s'expriment sur la scène de la cour de la Cinémathèque. Un concert de clôture est organisé place Saint Sernin, avec notamment, Les Producteurs de Porcs (Orchestre National du Groland). Président du jury : Bertrand Blier. Amphore d'or : Grand Tour, de Jérôme Le Maire (sorti le 24 juillet 2013). Amphore du peuple : Roi du curling, du norvégien Ole Endresen (sorti le 2 janvier 2013).
Une soirée « Conseil des Ministres GRD » est organisée au Théâtre du Rond-Point à Paris, le 12 février 2013.

## Produits dérivés

### VHS et DVD
- VHS :
  - CANAL International
  - Le Journal de Moustic
  - 20 H 20
- DVD, depuis 2001 :
  - 20 H 20
  - Grolandsat (2003)
  - Michael Kael, la totale (2003)
  - Groland - 15 ans d'âge... bête (2007)
  - Les 20 ans de Groland (2012), 2 DVD
  - 25 ans de Groland - Le meilleur du Zapoï + Le Gros-Métrage (2017), 2 DVD

### Musique
Dans le domaine musical, l'album de l'Orchestre National Grolandais, intitulé Les Producteurs de Porcs est commercialisé en avril 2012 en France par le label PIAS Recordings France,.

### Ouvrages
Depuis l'existence de Groland, quatre livres ont été édités :
- Le Guide du Groland : Pays joyeux, accueillant, et lâche de Jules-Édouard Moustic, Michael Kael et Francis Kuntz, édité en 1999 aux Éditions Michel Lafon[33] ;
- Groland L'Almanache 2012, sorti en 2011[34] ;
- Les 20 ans de Groland, sorti en 2012, accompagné de 2 DVD[35] ;
- Grolivre – L’album souvenir de Groland, sorti en 2019, De Christian Borde, Franck Benoist, Jean-François Halin, Benoît Delépine, aux éditions Hugo Desinge[36].

### Longs métrages
Un long métrage réalisé par Christophe Smith et inspiré du personnage de Michael Kael de Groland, Michael Kael contre la World News Company, sort au cinéma en 1997 et le 18 février 1998 en VHS. Le film est mal accueilli par la presse spécialisée,.
Une émission spéciale en deux parties, à l'occasion des 20 ans de Groland, est diffusée sur Canal+ la première semaine de 2013 : une première partie, sous la forme d'un documentaire intitulé Banzaï!, présenté par Franki Ki, avec le chevalier du Groland arpentant les routes : Serge Nuques puis un florilège de courts-métrages grolandais, appelé Cinégro, avec la participation du réalisateur Bertrand Tavernier.
Groland le gros métrage ou simplement Le Gros métrage, est un téléfilm de Jules-Édouard Moustic et Benoît Delépine diffusé pour la première fois le 19 décembre 2015 sur Canal+
En 2017, Benoît Delépine, Franki Ki et Christophe Salengro apparaissent dans leur propre rôle dans le documentaire Satire dans la campagne, de Marc Large et Maxime Carsel.

### Autres
D'autres produits dérivés de l'émission sont commercialisés, tels qu'un autocollant GRD (en noir sur fond blanc) pour automobile et, depuis 2011, adapté au format vertical des nouvelles plaques (sur fond bleu), le passeport grolandais. Ces produits sont disponibles sur simple demande auprès de l'« Ambassade du Groland », à l'adresse de Canal+, ou distribués gratuitement en assistant au tournage hebdomadaire de l'émission à La Plaine Saint-Denis[réf. nécessaire].